# Paul Herre
Paul Herre, född 14 juni 1876, död 6 oktober 1962, var en tysk historiker.
Herre blev 1919 regeringsråd i utrikesdepartementet, var 1921-23 direktör i riksarkivet. Bland Herres utgivna skrifter märks Quellenkunde zur Weltgeschichte (1910), Weltpolitik und Weltkatastrophe 1890-1915 (1916), samt Weltgeschichte der nuesten Zeit 1891-1925 (1926).